# Matrimoni e altri disastri
Pour plus de détails, voir Fiche technique et Distribution.
Matrimoni e altri disastri (littéralement : « Mariages, et autres désastres ») est un film italien réalisé par Nina Di Majo, sorti en 2010.

## Synopsis
À Florence :  Bea  et Alessandro doivent se marier dans un mois, mais Bea doit partir pour un voyage d'affaires aux États-Unis, et donc différer le mariage. Mais les parents de Bea convainquent sa sœur aînée, Nana, d'organiser le mariage avec l'aide du beau-frère, en l'absence de Bea. Mais au retour de Bea, on découvre que la situation est plus compliquée qu'il n'y paraît, et le mariage est maintenant risqué.

## Fiche technique
- Titre : Matrimoni e altri disastri
- Réalisation : Nina Di Majo
- Scénario : Francesco Bruni, Nina Di Majo et Antonio Leotti
- Photographie : Cesare Accetta
- Son : Gianluca Basili, Sergio Basili, Max Carola, Antonio Tirinelli
- Montage : Giogiò Franchini
- Musique : Davide Mastropaolo
- Producteur : Beppe Caschetto
- Sociétés de production :  ITC Movie et Rai Cinema
- Pays d'origine :  Italie
- Format : couleur
- Durée : 102 minutes
- Genre : Comédie
- Date de sortie :
  - Italie : 23 avril 2010

## Distribution
- Fabio Volo : Alessandro
- Margherita Buy : Nanà
- Luciana Littizzetto : Benedetta
- Francesca Inaudi : Beatrice
- Marisa Berenson : Lucrezia
- Mohammed Bakri : Bauer
- Massimo De Francovich : Neri
- Italo Dall'Orto : Don Italo
- Gianna Giachetti : Milena
- Elisabetta Piccolomini : Chiara
- Stefano Abbati : Enzo
- Jarkko Pajunen : Sven
- Antonio Petrocelli : Renato Andreini
- Sergio Forconi : Anselmo
- Laura Pestellini : Zia Iolanda
- Mehmet Günsür : Andrea
- Danilo Nigrelli : Enzo
- Nicoletta Boris : Commessa
- Lorenzo Caponetto : Leonardo
- Federico Mariotti : Garella

## Distinctions
Le film a été nomme pour deux Rubans d'argent : meilleure actrice pour Margherita Buy (partagé avec Lo spazio bianco) et meilleur second rôle féminin pour Luciana Littizzetto.